# 襄平県
襄平県（じょうへい-けん）は中華人民共和国遼寧省にかつて存在した県。現在の遼陽市中心部に相当する。
戦国時代、趙により設置され、遼東郡の郡治とされた。404年、高句麗が後燕を破って一帯を占領した事により廃止された。